# Јапан на Светском првенству у атлетици у дворани 2024.
Јапан је на 19. Светском првенству у атлетици у дворани 2024. одржаном у Глазгову од 1. до 3. марта учествовао деветнаести пут, односно, учествовао је на свим првенствима до данас. Репрезентацију Јапана представљало је 8 такмичара (4 мушкарца и 4 жене) који су се такмичили у 7 дисциплина (3 мушке и 4 женске).,
На овом првенству представници Јапана нису освојили ни једну медаљу.
У табели успешности према броју и пласману такмичара који су учествовали у финалним такмичењима (првих 8 такмичара) Јапан је са 2 учесника у финалу делила 39. место са 3 бода.
| Плас. | Земља   | 1. место | 2. место | 3. место | 4. место | 5. место | 6. место | 7. место | 8. место | Бр. финал. | Бод. |
| ----- | ------- | -------- | -------- | -------- | -------- | -------- | -------- | -------- | -------- | ---------- | ---- |
| =39.  | Шведска | 0        | 0        | 0        | 0        | 0        | 0        | 1        | 1        | 2          | 3    |

## Учесници
| Мушкарци: - Шухеј Тада — 60 м - Акихиро Хигаши — 60 м - Кентаро Сато — 400 м - Рјоичи Акамацу — Скок увис | Жене: - Нозоми Танака — 3.000 м - Масуми Аоки — 60 м препоне - Сумире Хата — Скок удаљ - Марико Моримото — Троскок |

## Резултати

### Мушкарци
| Атлетичар      | Дисциплина | Лични рекорд | Квалификације         | Квалификације  | Полуфинале     | Полуфинале     | Финале               | Финале         | Детаљи |
| Атлетичар      | Дисциплина | Лични рекорд | Резултат              | Место          | Резултат       | Место          | Резултат             | Место          | Детаљи |
| -------------- | ---------- | ------------ | --------------------- | -------------- | -------------- | -------------- | -------------------- | -------------- | ------ |
| Шухеј Тада     | 60 м       | 6,53 НР      | 6,52(.514) КВ, НР, ЛР | 2. у гр. 4     | 6,56 кв        | 3. у гр. 3     | 6,70                 | 7 / 49 (50)    |        |
| Акихиро Хигаши | 60 м       | 6,59         | 6,62(.614) КВ         | 3. у гр. 6     | 6,67           | 7. у гр. 2     | Није се квалификовао | 19 / 49 (50)   |        |
| Кентаро Сато   | 400 м      |              | Није стартовао        | Није стартовао | Није стартовао | Није стартовао | Није стартовао       | Није стартовао |        |
| Рјоичи Акамацу | Скок увис  | 2,30         |                       |                |                |                | 2,15                 | 9 / 12         |        |

### Жене
| Атлетичарка     | Дисциплина   | Лични рекорд | Квалификације | Квалификације | Полуфинале            | Полуфинале            | Финале                | Финале       | Детаљи |
| Атлетичарка     | Дисциплина   | Лични рекорд | Резултат      | Место         | Резултат              | Место                 | Резултат              | Место        | Детаљи |
| --------------- | ------------ | ------------ | ------------- | ------------- | --------------------- | --------------------- | --------------------- | ------------ | ------ |
| Нозоми Танака   | 3.000 м      |              |               |               |                       | 8:40,05 НР            | 8:36,03 АЗР, НР, ЛР   | 8 / 16       |        |
| Масуми Аоки     | 60 м препоне | 8,01 НР      | 8,13 ЛРС      | 5. у гр. 1    | Није се квалификовала | Није се квалификовала | Није се квалификовала | 27 / 38 (41) |        |
| Сумире Хата     | Скок удаљ    | 6,97 НР      |               |               |                       |                       | 6,43 ЛРС              | 9 / 15       |        |
| Марико Моримото | Троскок      | 14,16        | Без пласмана  | Без пласмана  |                       |                       |                       |              |        |